# Centro Educacional Adamastor
O Centro Educacional Adamastor é o centro cultural da cidade de Guarulhos, São Paulo. Anteriormente, o local onde hoje se encontra o centro cultural era uma fábrica de casimiras, que funcionou entre 1946 até 1980. Após ser utilizado por uma empresa atacadista e outra para corridas de kart, o espaço foi apropriado em 2000 pela prefeitura de Guarulhos, com o propósito de criar um centro cultural para a cidade. O arquiteto Ruy Ohtake foi responsável pelo projeto de revitalização do edifício.

O Centro Cultural Adamastor conta com um anfiteatro para 700 pessoas, um pátio de eventos com capacidade para até 3000 pessoas, auditórios, espaços para exposições e uma biblioteca. O centro cultural é administrado pela secretaria da cultura do município.